# 青春という
青春という（はるという）は旧制府立高等学校（後の旧制都立高等学校、旧東京都立大学、首都大学東京、東京都立大学附属高等学校、東京都立桜修館中等教育学校）の学生歌の一つ（広義の寮歌）。「青春という」とは歌い出しの文言である。

## 基本データ
- 成立年: 昭和13年（1938年）
- 作詞者: 山下肇 （1920年 - 2008年10月6日）
- 作曲者: 永田丕 （1921年 - 2012年9月3日）
- 編曲者: 有馬礼子 （1933年 - ）

作詞者 山下肇は後に東京大学文学部独文科を卒業、独文学者として知られる。

作曲者 永田丕は後に東京大学医学部を卒業、音楽療法で知られる。

編曲者 有馬礼子により後に編曲が作成されている。
JASRACの管理楽曲ではないが、著作権は存続している。

## 概要
旧制府立高等学校には昭和18年（1943年） まで寮が無かったため、寮の記念祭の代わりに、学校全体としての記念祭が毎年10月に祝われていた。昭和13年（1938年） の第9回記念祭からは年ごとに記念祭歌が選定されるようになった。『青春という』 はその年に、記念祭歌とは別個に作られた学生歌である （昭和13年度の記念祭歌は、『見よやローマの壮大も』）。
作詞者の山下は、翌年の記念祭歌 『爽昧 （そうまい） かな爽昧かな』 の作詞も手がけている。『青春という』 では 1番の冒頭のみ 「青春という青春という」 と繰り返すが、『爽昧かな』 の方は 1番から 6番の冒頭の句がすべて繰り返しである。
長調の明るく軽快な曲であり、旧制都立高等学校を継承した新制東京都立大学、首都大学東京でも応援歌として歌われている。ただし、最後の 「我等が府立　若人府立」 の部分は、「我等が首都大　若人首都大」 と変えて歌われる。

## 書籍
- 府立高等学校同窓会編 『府立高等学校歌集 : 増補改訂版』 1992年。
- 旧制高等学校資料保存会編 『日本寮歌大全』・別巻「旧制高等学校寮歌集」 国書刊行会、1996年、ISBN 4336037892。